# オスカル・テーノ
オスカル・エミール・テーノ（Oscar Emil Törnå、1842年10月18日 - 1894年6月3日）は、スウェーデンの画家である。
フランスのパリ郊外のグレー＝シュル＝ロワンは芸術家の集まる村として知られ、1880年代は特に北欧の画家が多く集まっていた。それに先立つ1876年にテーノがグレー村で描いた絵画が、スウェーデン人によるグレー村での最も早期の作品となった。

## 略歴
エステルイェートランド地方のKättilstadに生まれた。商店で働いた後、20歳でスウェーデン王立美術院に入学し、美術を学んだ。1870年に留学の奨学金が与えられるロイヤル・メダルを受賞した。1873年から1874年までドイツのデュッセルドルフに留学した。その後、パリに移り、風景画家としてフォンテーヌブローの森などを描いた。1877年にグレ＝シュル＝ロワンの風景を描いた風景画をサロン・ド・パリに出展し、フランスの批評家に賞賛され、画商に買い上げられた。グレ＝シュル＝ロワンは1880年代から多くの北欧の画家やアメリカ、日本から留学してきた画家などが集まり風景画を描く芸術家村になっていく。
スウェーデンに戻った後、フランスでの作品の展覧会を開き、「戸外制作」のスタイルで描かれた作品はスウェーデンの風景画家に影響を与えた。ヴェストマン(Edvard Westman:1865-1917)や アルフレド・ベリストレム(Alfred Maurits Bergström:1869–1930)、 フロードマン(Carl Flodmann:1863–1888)らがテーノの指導を受けた。

## 主な作品

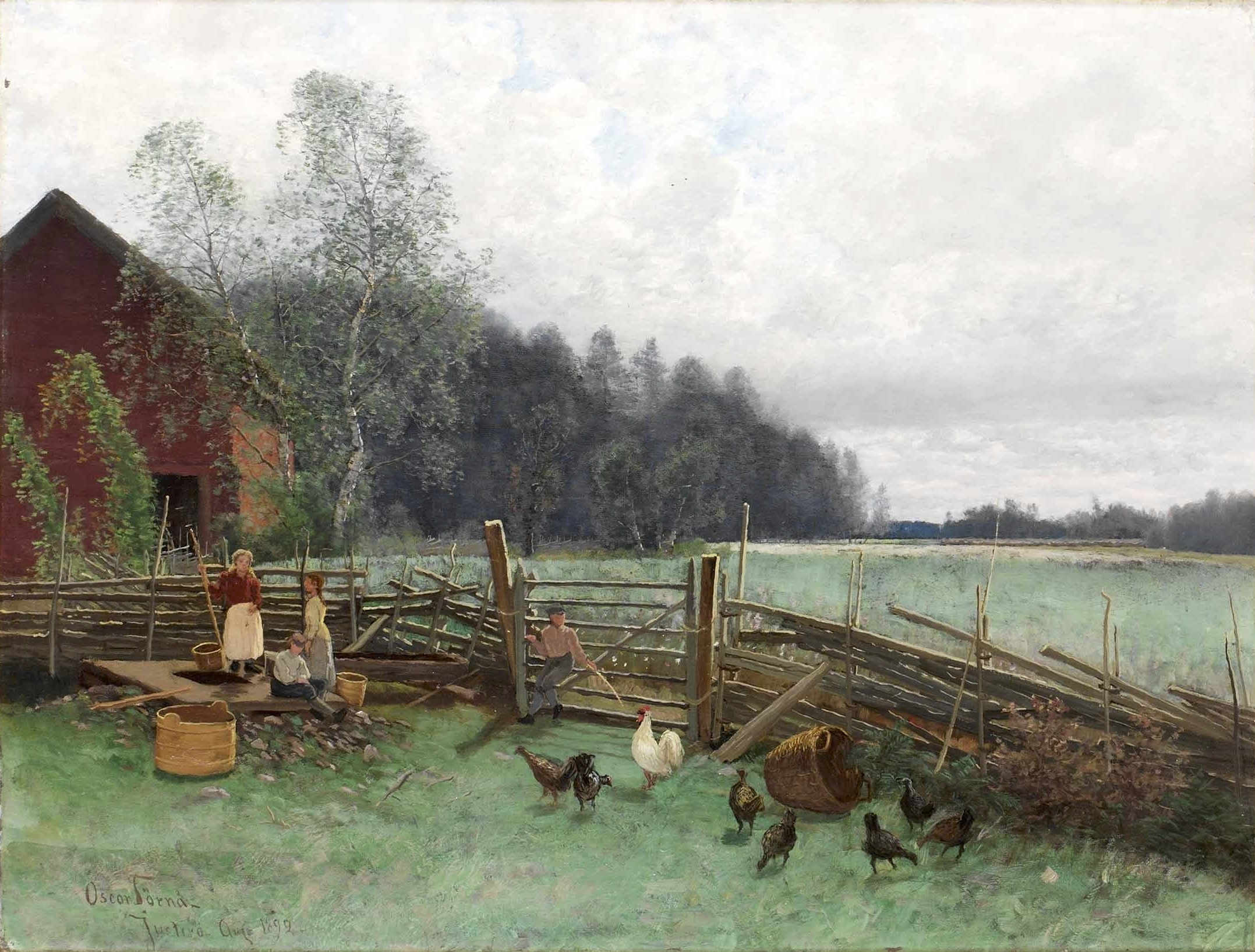
Sommarlandskap från Justerö （1892年）
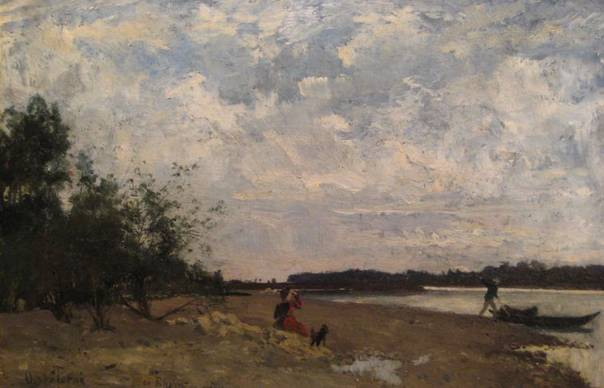
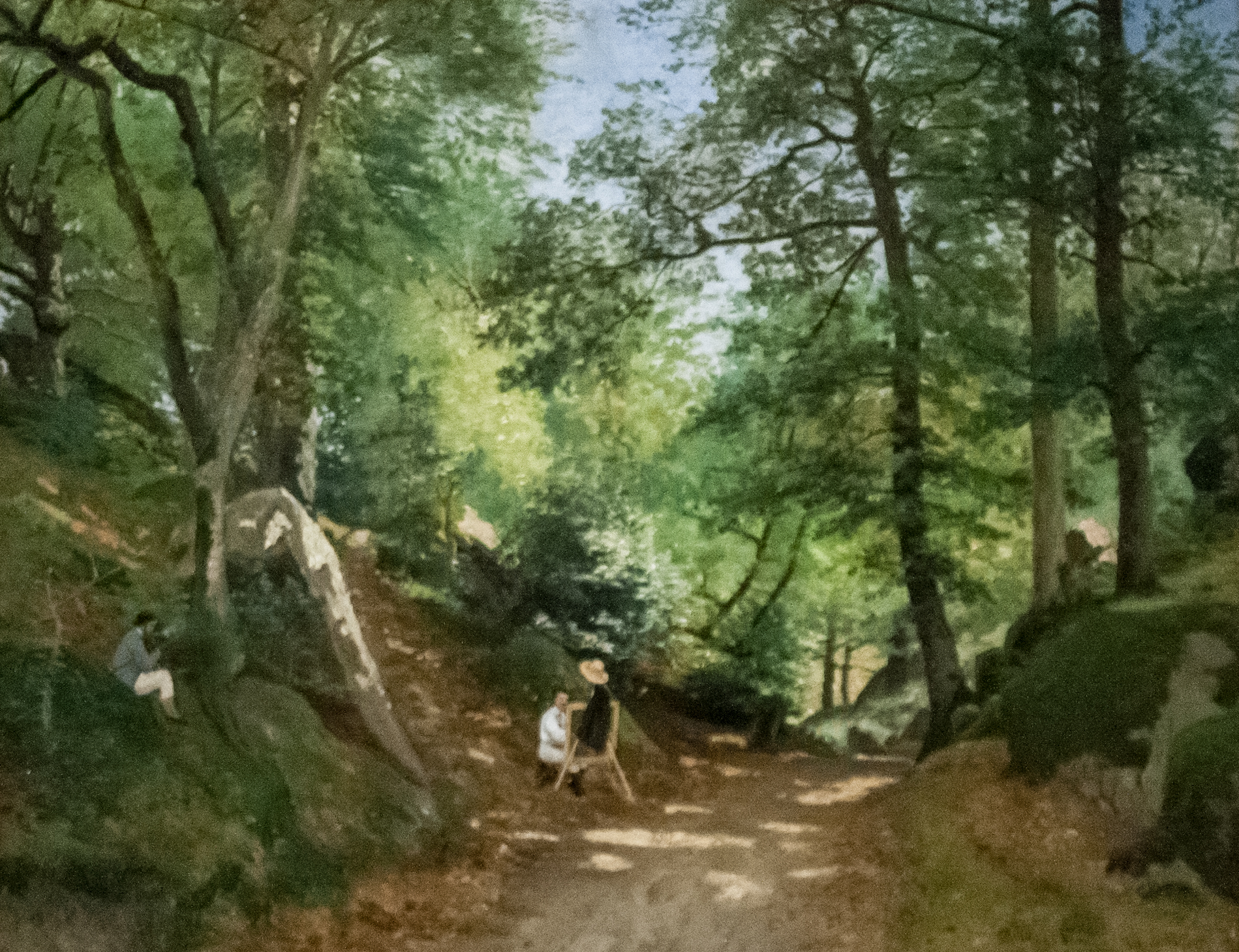